# Candresse
Candresse – miejscowość i gmina we Francji, w regionie Nowa Akwitania, w departamencie Landy.
Według danych na rok 1990 gminę zamieszkiwało 526 osób, a gęstość zaludnienia wynosiła 62 osób/km² (wśród 2290 gmin Akwitanii Candresse plasuje się na 695. miejscu pod względem liczby ludności, natomiast pod względem powierzchni na miejscu 1171.).